# Championnat d'Union soviétique de football 1958
Navigation
Saison 1957 Saison 1959
La saison 1958 de Klass A est la 20e édition du championnat de première division en Union soviétique. Douze clubs sont regroupés au sein d'une poule unique où ils se rencontrent deux fois dans la saison, à domicile et à l'extérieur. En fin de saison, le dernier du classement est relégué et le meilleur club de deuxième division est promu.
C'est le club du Spartak Moscou qui remporte le championnat après avoir terminé en tête du classement final avec un seul point d'avance sur le tenant du titre, le Dynamo Moscou et 5 sur le CSK MO Moscou. Il s'agit du 7e titre de champion d'Union soviétique de l'histoire du club, qui réussit même le doublé en s'imposant en finale de la Coupe d'URSS face au Torpedo Moscou.

## Clubs participants
- Promu de deuxième division

| Club                         | Présent depuis | Classement 1957 | Entraîneur             |
| ---------------------------- | -------------- | --------------- | ---------------------- |
| Dinamo Moscou                | 1936           | 1er             | Mikhail Yakushin       |
| Torpedo Moscou               | 1938           | 2e              | Viktor Maslov          |
| Spartak Moscou               | 1936           | 3e              | Nikolaï Gouliaïev      |
| Lokomotiv Moscou             | 1952           | 4e              | Ievgueni Ieliseïev     |
| CSK MO Moscou                | 1954           | 5e              | Boris Arkadiev         |
| Dynamo Kiev                  | 1936           | 6e              | Viktor Chilovski (en)  |
| Dinamo Tbilissi              | 1936           | 7e              | Vassili Sokolov        |
| Chakhtior Stalino            | 1955           | 8e              | Abram Dangoulov (ru)   |
| Moldova Kichinev             | 1956           | 9e              | Aleksandr Sevidov      |
| Zénith Léningrad             | 1938           | 10e             | Gueorgui Jarkov (en)   |
| Krylia Sovetov Kouïbychev    | 1957           | 11e             | Aleksandr Abramov (ru) |
| Admiralteïets Léningrad (ru) | 1958           | 1er (D2)        | Ivan Talanov (en)      |

## Compétition

### Classement
Le barème de points servant à établir le classement se décompose ainsi :
- Victoire : 2 points
- Match nul : 1 point
- Défaite : 0 point